# Distrito electoral federal 8 de Chiapas
El VIII Distrito Electoral Federal de Chiapas es uno de los 300 distritos electorales en los que se encuentra dividido el territorio de México para la elección de diputados federales y uno de los 13 en los que se divide el estado de Chiapas. Su cabecera es la ciudad de Comitán de Domínguez.
Desde 2017, su territorio lo integran ocho municipios: Comitán de Domínguez, Frontera Comalapa, Nicolás Ruiz, Las Rosas La Trinitaria, Socoltenango, Tzimol y Venustiano Carranza.

## Distritaciones anteriores
El Octavo Distrito de Chiapas fue creado en 1978 como consecuencia de la Reforma Política de 1977, la cual amplió los distritos electorales de Chiapas de seisa nueve. En consecuencia, el VIII Distrito ha electo diputados federales desde 1979. 
Previo a 1978, el distrito VIII eligió a Rafael Cal y Mayor Gurría como diputado federal para integrar la XXXIII Legislatura, de 1928 a 1930.

### Distritación 1978 - 1996
Entre los años de 1977 y 1996 el Distrito VIII de Chiapas estuvo integrado por los municipios de Tonalá, Arriaga, Mapastepec, Pijijiapan, Villa Corzo y Villaflores, su cabecera era la ciudad de Tonalá.

### Distritación 1996 - 2005
De 1996 a 2005 el territorio del distrito era similar al actual y su cabecera era la misma ciudad de Comitán, sin embargo, los municipios que lo integraban eran diferentes, de los actuales formaban parte Comitán de Domínguez, La Independencia, La Trinitaria, Socoltenango y Tzimol; así como los de Amatenango del Valle, Chanal, Las Rosas y Teopisca.

### Distritación 2005 - 2017
El Distrito VIII de Chiapas se ubicó en el territorio de ocho municipios de la zona fronteriza de Chiapas: Bella Vista, Chicomuselo, Comitán de Domínguez, Frontera Comalapa, La Independencia, La Trinitaria, Socoltenango y Tzimol.
La distritación de 2017, excluyó del distrito a los municipios de Bella Vista, Chicomuselo y La Independencia, e incorporó parte de Nicolás Ruiz, Las Rosas y Venustiano Carranza. Desde 1996, la cabecera distrital permanece en Comitán.

## Diputados por el distrito
| Diputado                                                                           | Grupo parlamentario | Legislatura | Periodo     |
| ---------------------------------------------------------------------------------- | ------------------- | ----------- | ----------- |
| Rafael Cal y Mayor Gurría                                                          |                     | XXXIII      | 1928 - 1930 |
| El distrito VIII es suprimido en 1930. Es restablecido en la distritación de 1978. |                     |             |             |
| Juan Sabines Gutiérrez                                                             |                     | LI          | 1979        |
| Alberto Cuesy Balboa                                                               | 1979 - 1982         | LI          |             |
| Germán Jiménez Gómez                                                               |                     | LII         | 1982 - 1985 |
| Óscar Ochoa Zepeda                                                                 |                     | LIII        | 1985 - 1988 |
| Leyber Martínez González                                                           |                     | LIV         | 1988 - 1991 |
| Ricardo López Gómez                                                                |                     | LV          | 1991 - 1994 |
| Germán Jiménez Gómez                                                               |                     | LVI         | 1994 - 1997 |
| Juan Carlos Gómez Aranda                                                           |                     | LVII        | 1997 - 2000 |
| Roberto Javier Fuentes Domínguez                                                   |                     | LVIII       | 2000 - 2003 |
| Mario Culebro Velasco                                                              |                     | LIX         | 2003 - 2006 |
| Arnulfo Cordero Alfonzo                                                            |                     | LX          | 2006 - 2009 |
| Roberto Albores Gleason                                                            |                     | LXI         | 2009 - 2012 |
| Eduardo Ramírez Aguilar                                                            |                     | LXII        | 2012 - 2015 |
| Luis Ignacio Avendaño Bermúdez                                                     |                     | LXIII       | 2015 - 2017 |
| Uberly López Roblero                                                               | 2017 - 2018         | LXIII       |             |
| María Roselia Jiménez Pérez                                                        |                     | LXIV        | 2018 - 2021 |
| Ismael Brito Mazariegos                                                            |                     | LXV         | 2021 -      |

## Resultados electorales

### 2009
|  | Partido Acción Nacional                        |  | Carmen Patricia Armendáriz Guerra |
|  | Coalición Primero México (PRI, PVEM)           |  | Roberto Albores Gleason           |
|  | Partido de la Revolución Democrática           |  | Rosa Guadalupe Pérez López        |
|  | Coalición Salvemos a México (PT, Convergencia) |  | Roberto Antonio Gómez Alfaro      |
|  | Partido Nueva Alianza                          |  | Arnoldo Hernández Mérida          |
|  | Partido Socialdemócrata                        |  | Luis Danglis Castillo Velázquez   |